# زهراء كاظمي
زهراء كاظمي أو زهرة كاظمي (بالفارسية: زهرا كاظمی احمدآبادی) (1948 - 11 يوليو، 2003) هي مصورة إيرانية كندية ذات أعمال حرة أثار موضوع قَتلها جدلاً كبيرًا، فَقد ذَهبت الحكومة الإيرانية إلى أن وفاتها كانت عرضية ونتيجة لنزيف دماغي نَتج عن ضرب على الرأس، بينما ذهب عائلتها والمحامون وكندا إلى أنها قُتلت من قبل مسؤولي مخابرات إيرانيين بشكل مُتعمد.
على الرغم من أن السلطات الإيرانية تصر على أن حادثة وفاتها كانت عرضية وأنها تُوفيت نَتيجة سكتة دماغية حصلت لها أثناء إستجوابها، ولكن ذَكر شهرام عزام وَهو طبيب من الموظفين العسكريين السابقين الذين كانوا على معرفة بقضية كاظمي (والذي طلب اللجوء إلى كندا في عام 2004) أنهُ فحص جسم كاظمي ولاحظ أن فيه علامات واضحة على التعذيب بما في ذلك وجود كسر في الجمجمة وكسر في الأنف وكدمات شديدة في البطن بالإضافة إلى علامات تَدُل على اغتصابها، وقد نَفت إيران أن هنالك طبيب يُدعى شهرام عزام يَعمل في مُستشفى بقية الله وأن هذا الكلام مَحض «افتراء».
لقد اثار خبر وَفاة كاظِمي في الحجز اهتماماً دولياً كبيرًا. وذلك بسبب جنسيتها المُشتركة وَظروف وفاتها وَمنذ ذلك الحين اَصبحت قضيتها مَشهورة عالمياً، وَفي نوفمبر 2003 قام مجموعة من الصحفيون الكنديون بتكريم كاظمي مِن أُجل حرية التعبير بجائزة تارا سينغ هاير تقديراً لشجاعتها في الدفاع عن الحق في حرية التعبير.

## الحياة والموت
ولدت كاظمي في شيراز، إيران وانتقلت إلى فرنسا في عام 1974 لدراسة الأدب والسينما في جامعة باريس، ثُمَ هاجَرت مع ابنها ستيفان هاشمي إلى كيبيك، كندا في عام 1993، وفي وقت لاحق حصلت على الجنسية مزدوجة، بحيث اَصبحت تحمل الجنسيتين الجنسية الكندية والإيرانية، ثُمَ عملت في أفريقيا، أمريكا اللاتينية وَمنطقة البحر الكاريبي ومن ثم في دول الشرق الأوسط، خُصوصاً في الأراضي الفلسطينية، وَالعراق وَافغانستان، وَزارت العِراق وأفغانستان قَبل وأثناء الغزو الأمريكي لكلا البلدين، وزارت العراق وأفغانستان قبل أن تزور إيران، وعند زيارتها للعراق عَملت على توثيق ما يَفعله الاحتلال الأمريكي (غزو العراق)، وكانت موضوعات عَمَلِها متكررة حيثُ تحدثت عن الفقر والعوز والنفي القسري وَالقمع، وأيضاً قوة المرأة في تلك الحالات.

### الاعتقال

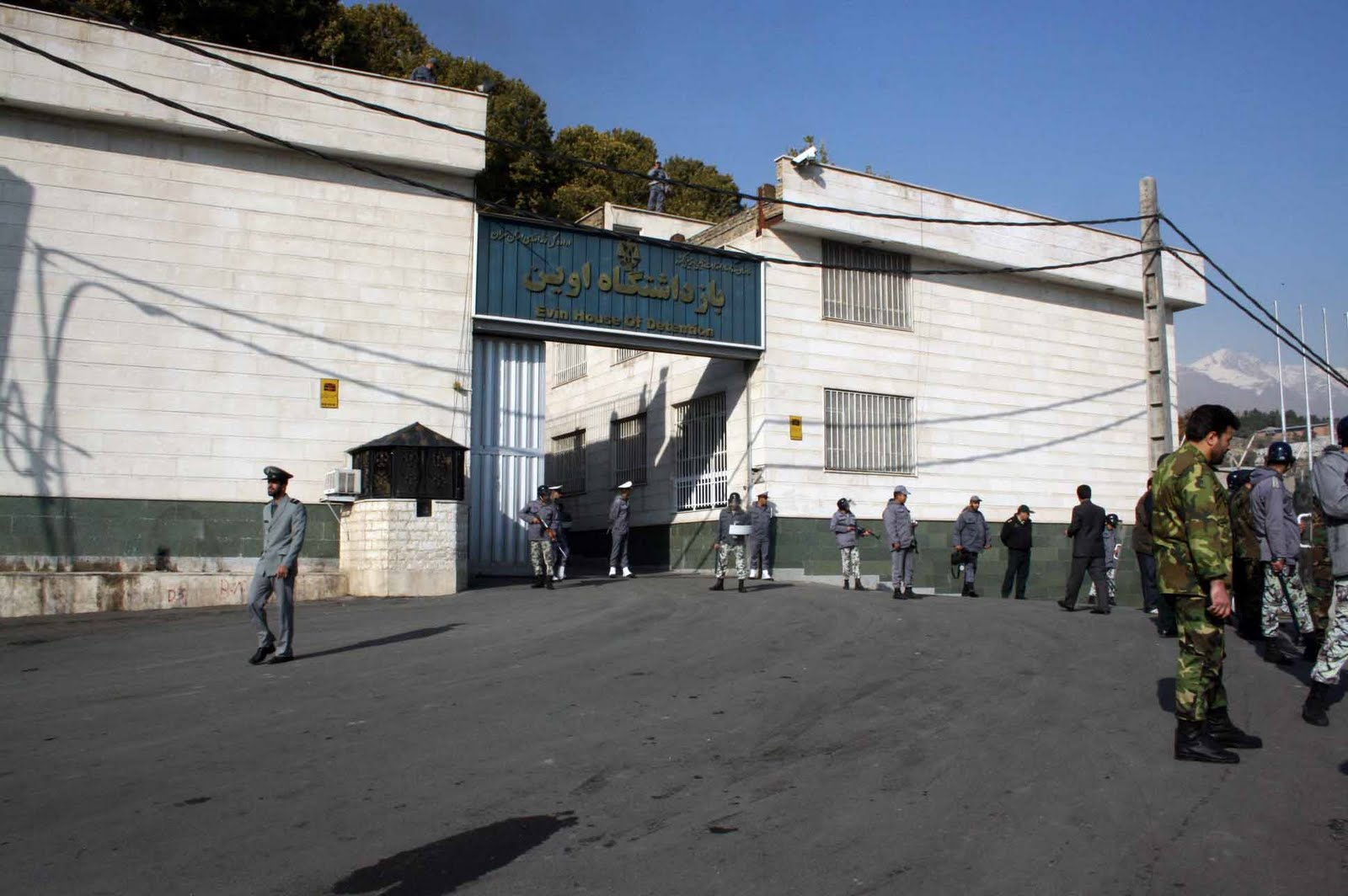
سجن إيفين، المكان الذي اُعتقلت فيه كاظمي

سافرت كاظمي إلى إيران محل ولادتها، باستخدام جواز سفر إيراني، وسُمح لكاظمي بالتقاط صور للمظاهرات التي ستحصل في عاصمة إيران، طهران والتي كان من المتوقع حدوثها في شهر يوليو 2003، وعندما بدأت المظاهرات قمعتها السلطات الإيرانية والقوات الأمنية من أصناف قوات الأمن والحرس شبه العسكري في اليوم السادس من المظاهرات بعد نشر أعداد كبيرة من القوات الأمنية واعتقال العديد من الطلبة، وما يقدر بـأربعة ألاف طالب قد اَصبحوا في «عداد المفقودين»، وكان يُعتقد بأن المُحتجين قد قُبض عليهم وأقتيدوا إلى سجن إيفين في طهران، وهو سِجن بإدارة الحرس الثوري الإيراني، ولقد تَجمع أفراد من عوائل وأسر المفقوديين خارج سجن إيفين في شمال طهران أملاً في مَعرفة ما حصل لابنائهم، وفي يوم 23 يونيو، 2003، ذَهبت زهراء كاظمي إلى السجن لالتقاط الصور لأسر المفقودين، ومعها بطاقة صحفية صادرة عن الحكومة تسمح لها بأن تَعمل في جميع أنحاء طهران، بما في ذلك سجن إيفين.
وافقت المحامية الإيرانية شيرين عبادي التي حازت على جائزة نوبل للسلام لعام 2003 على تمثيل عائلة الصحفية الإيرانية الكندية زهراء كاظمي في محاكمة المتهم بقتلها - وذلك عندما رأى أحد أعضاء السجن الصحفية كاظمي تلتقط صوراً فطالبها بأن تعطيه الكاميرا لهُ، وذلك لأنه يُحظر التصوير أمام السجن.
شعر المسؤولون في السجن بالقلق من مضايقة أسر وعائلات المعتقلين وبسبب التقاط كاظمي للصور لهم، فقالت كاظمي لمسؤولي السجن أنها تَحمل بطاقة صحفية تسمح لها بالتقاط الصور لأي مكان في طهران وأنها ستعرض الفلم، فصرخ الحُراس بغضب في وجهها، "أنا لم أطلب منك أن تعرضِ فلمك، قلت لك أن تعطيني الكاميرا، وردت عليه،"ولكن الفيلم لي." وعلى أثر ذلك اُعتقلت واستجوبت خلال الأيام الثلاثة المقبلة من قبل ضباط الشرطة والمدعين العامين ومسؤولي الاستخبارات.
اعتبر محاموا عائلة زهراء كاظمي إن الموظفيين والعامليين في سجن إيفين هم طرف في الضرب والجريمة التي أدت إلى وفاتها، ويقولون أن السَجن كان مَنطقة حساسة، وقَد شمل التصوير الفوتوغرافي أجزاء من السجن، وبعد عدة أيام من اعتقال كاظمي، نشرت العديد من الصحف الإيرانية الحكومية قصص اعتقالها وأدعو أنها «جاسوسة دخلت البلاد كصحفية.»
ولقد أصرت كاظمي أنها لم تصور أي جزء من السجن، وأنها صورت الشارع والمتظاهرين فقط، الذين هم أفراد أسر الطلاب الناشطيين المسجونيين في السجن.

### الوفاة

زهراء كاظمي

في 11 تموز، 2003، بعد تسعة عشر يوماً على اعتقالها، توفيت كاظمي في الحجز الإيراني في مستشفى بقية الله الذي يديره الحرس الثوري الإيراني، بعد يومين من ذلك، ذَكرت وكالة أنباء الجمهورية الإسلامية الإيرانية أن كاظمي قد أُصيبت بجلطة دماغية أثناء استجوابها وتوفيت في المُستشفى، ولكن في فترة أُخرى انتشر خبر بأن كاظمي قد توفيت بسبب ضربها على رأسها، وفي 16 تموز، 2003، نائب الرئيس الإيراني محمد علي أبطحي، أعترف في مؤتمر صحفي مع عدد من المسؤولين الإيرانيين الأخريين بأن «كاظمي قد توفيت عن نزيف دماغي بسبب تعرضها للضرب، وفقا لنتائج التحقيق الأولية.».
القصة لم تَصبح محل جدل كبير حتى بعد ما يقارب عامين، إلا عندما صَدر عن شهرام عزام، وهو أحد الأطباء الذين كانو يعملون في وزارة الدفاع الإيرانية بياناً جاء فيه أنه فَحص كاظمي في المستشفى بعد أربعة أيام من اعتقالها ووجد علامات واضحة للتعذيب، بما في ذلك:
- أدلة على وجود اغتصاب وحشي جداً
- أنها كانت تعاني من كسر في الجمجمة وتهشم وكسور في بعض العظام، ونزع بعض أظافر يديها.
- كدمات شديدة في البطن، وتورم وراء الرأس والكتف.
- خدوش عميقة على الظهر تمثل دليلاً واضحاً على تعرضها للجلد بالسياط.[1]

وقد وَصفت الحكومة الإيرانية الطبيب الإيراني اللاجئ في كندا -الذي أعلن ان الصحفية الإيرانية - الكندية زهراء كاظمي التي توفيت في يوليو 2003 في سجن إيراني، قد اغتصبت وعذبت حتى الموت – بانه «منافق»، وقال الناطق باسم الخارجية محمد رضا آصفي «ان هذه الاتهامات لا اساس لها وهي خاطئة تماماً وتهدف إلى تحقيق غاياته الشخصية، لقد استعمل آخرون في الماضي هذه الطريقة لكن مكرهم قد ظهر»، وقد نفى مصطفى نادري مدير مستشفى بقية الله العسكري في طهران ان يكون «شخص يدعى شهرام عزام قد عمل في المؤسسة».
وقد برأت الحكومة الإيرانية أحد من أثنين من عناصر المخابرات الإيرانية المتهمين في وفاتها في سبتمبر 2003، مُتهم أخر يُدعى محمد رضا أقدم أحمدي بالفارسية (محمدرضا أقدم احمدى) وجهت إليه تُهمة «القتل شبه المُتعمد»  ومحاكمته أفتتحت في طهران في أكتوبر 2003 وفي الشهر نفسه، أدان البرلمان الإيراني سعيد مرتضوي، المدعي العام في طهران، ليعلن أن كاظمي قد توفيت إثر إصابتها بسكتة دماغية. في 25 يوليو، 2004، في وقت لاحق، برئ القضاء أحمدي.
وعلى آثر ذلك، قررت كندا استدعاء سفيرها في طهران بعد أن أنهى القضاء الإيراني فجأة محاكمة المتهم بقتل الصحفية الكندية الإيرانية زهراء كاظمي، وقال وزير الخارجية الكندي بيل غراهام في تصريح تلاه المتحدث باسمه «ان التنكر للقانون هذا خيب ظني دون أن يفاجئني، إن السفير فيليب ماكينون سيعود إلى كندا على الفور»، وتساءل «كيف يمكن تنفيذ العدالة خلف أبواب مغلقة»، وقال أيضًَا أنه «غياب سافر للعدالة».

## محاكمة المُرتكب

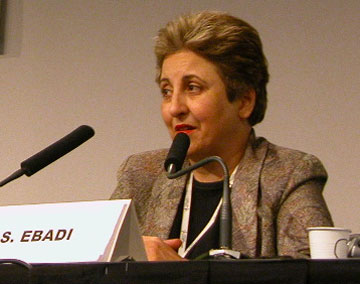
شيرين عبادي، المحامية الإيرانية التي حازت على جائزة نوبل للسلام، وافقت على تَمثيل عائلة كاظمي.

كانت شيرين عبادي الممثلة الرسمية لأسرة كاظمي في المُحاكمة، ومثلتهم في الدورتين الثانية والثالثة من محاكمة أحمدي، والتي جرت في 17-18 يوليو 2004، وفي المحكمة، ذكرت أم كاظمي التي أرادت القاتل الحقيقي لمحاكمته.
عبادي وغيرهم من المحامين من عائلتها أصرُ في المحكمة أنهم يعرفون أن كاظمي لم تُقتل من قبل أحمدي، وأنهم بحاجة لشهود للمثول أمام المحكمة من أجل العثور على القاتل الحقيقي، الذين كانو يَعتقدون أنه قد يكون محمد بخشي وهو ضابط رفيع في سجن إيفين، قائمة الشهود شَملت سعيد مرتضوي والمدعي العام لطهران محسن آرمين، عضو إصلاحي في البرلمان السابق حسين الأنصاري، وكذلك جميلة كديور ومحسن ميردامادي ووزير الاستخبارات علي يونسي، ونائب رئيس الشؤون القانونية محمد علي أبطحي، وزير الثقافة والإرشاد الإسلامي أحمد مسجد جامعي، والقضاة الخمسة الذين كانوا حاضرين أثناء أستجواب كاظمي، وعدد قليل من موظفي سجن إيفين، ورئيس مستشفى بقية الله، وجميع العاملين في المجال الطبي الذين وقعو ملفها، ونفى القاضي فرحاني جميع الطلبات، ونقل المحامون أيضاً تقرير رسمي للوفاة أن مختلف أجزاء جسم كاظمي قد تعرض للتلف وأن ملابسها كانت ممزقة، وهو ما يثبت أنها قد تعرضت للتعذيب.
في 14 تموز، 2004 رفضت الحكومة الإيرانية طلبات مراقبيين الحكومة الكندية لحضور المحاكمة، على الرغم من الوعود والتطمينات من قبل وزير الخارجية الإيرانية كمال خرازي، والمسؤولين القضائيين إلى وزير الشؤون الخارجية بيل جراهام، في نفس اليوم، ولقد اراد الحضور كل من وزير الشؤون جراهام، والسفير في طهران، فيليب ماكينون، مع السفير الهولندي (الذي يمثل الاتحاد الأوروبي) ودبلوماسيون من السفارتين البريطانية والفرنسية، وسمح لهم في وقت لاحق حضور محاكمة 17 يوليو وقد أُستئنفت هذه المحاكمة حتى يتمكن المحامون الذين يمثلون عائلة زهرة الكاظمي من دراسة القضية، لكنها لم تَسمح بحضور محاكمة اليوم التالي، ونقلت الصحيفة عن القاضي فرحاني في 18 تموز قوله ان«هنالك خطأ أمس، الشريط يظهر للعالم إن إيران لن ترضخ للضغوط.» وقال حميد رضا آصفي المتحدث باسم وزارة الشؤون الخارجية الإيراني، «ونحن لم نسمح لمراقب منذ البداية، ولكن يجب عليك ان تسأل سبب الحظر من المحكمة، قد يكون هناك نَقص في المقاعد». وقال آصفي أيضاً بما أن إيران لا تعترف بالجنسية المزدوجة وأن كاظمي مواطنة إيرانية دخلت البلاد بموجب جواز سفر إيراني، إذاً إن القضية شأن داخلي، وقال أيضًَا «كانت زهرة كاظمي مواطنة إيرانية، ومن السخف أن تدعي كندا إنها كانت كندية، وليس من المنطقي أن يكون ممثل كندي حاضرا في محاكمتها»، وقد انتقد الديبلوماسيون الأجانب تلك الإجراءات الإيرانية وقالوا «إن تبعات خطيرة سوف تترتب على ذلك».
أنتهت جلسات المحاكمة في 18 يوليو مع محامي عائلة كاظمي مصراً على أن الوقت لم يكن كافياً للبراهين على أن تعطى والشهود في المثول أمام المحكمة، والكشف عن هوية القاتل، وذكرو أيضاً أن المحكمة لم تلتفت إلى أدلتهم، رفضو التوقيع على مذكرات الدورة، قال وزير الشؤون الكندي بيل جراهام، هذه الأحداث بأنها «إنكار صارخ للإجراءات القانونية الواجبة».

## الدفن
هنالك اختلاف في مكان دفن زهرة كاظمي، فابن زهرة كاظمي يريد ان تُدفن في كندا وان يُنْقَل جثمان جثتها ويُشَرِّح، لكن ام كاظمي ارادت ان تُدفن في شيراز محل ولادتها، وانه «بموجب الشرع الإسلامي فإن الأم هي الشخص المخول بإعطاء تعليمات تتعلق بجثمان ابنتها»، في النهاية دُفنت في شيراز.

## التسلسل الزمني للأحداث بعد وفاة زهراء كاظمي

زهراء كاظمي

- 13 يوليو 2003 - إيران، وكالة الأنباء الإيرانية الرسمية اخرجت تقارير ان كاظمي«اصيبت بجلطة دماغية عندما كانت تخضع للاستجواب وتوفيت في المستشفى.» وفي اليوم نفسه، وتحت ضفط من كندا، الرئيس الإيراني محمد خاتمي يأمر الجمعية من خمسة وزراء للتحقيق في وفاتها.
- 16 يوليو 2003 - نجل كاظمي ستيفان هاشمي، طالب بان تُدفن والدته في كندا.[5]
- 20 يوليو 2003- تقارير وكالة الأنباء الإيرانية تقول ان كاظمي توفيت نتيجة لكسر في الجمجمة ناتجة عن «هجوم جسدي».
- 21 يوليو 2003- يعين المدعي العام سعيد مرتضوي من قبل إيران لقيادة فريق تحقيق مُستقل للنظر في وفاة كاظمي، وعلى الفور هُجم هذا التعيين بشدة من قبل نواب في البرلمان الإيراني المؤيديين للإصلاحية، وأيضًَا قد اتهِم مرتضوي بالفشل في منع وفاه كاظمي، ويعتقد على نطاق واسع انه وراء موجة الاعتقالات الأخيرة من الكتاب والصحفيين.
- 23 يوليو 2003- دفنت جثة كاظمي في مسقط رأسها في مدينة شيراز في إيران، وفقاً لرغبات والدتها (عزة كاظمي) وأقارب في إيران، ولكن خلافاً لرغبات ابنها (ستيفان هاشمي، الذي يقيم في مونتريال)، والمسؤوليين الكنديين، يذكر سفير كندا لدى إيران، ويناقش احتمال فرض عقوبات على إيران. (والدتها قالت في وقت لاحق انها تعرضت لضغوط للموافقة على دفن في إيران).[6][7][8][9]
- 25 يوليو 2003- وزير الخارجية الإيراني يردد كلمات المسؤوليين الكنديين كلمة بكلمة تقريباً عندما كان يلقى خطاباً في أوتاوا، في إشارة إلى وفاة مواطن إيراني يبلغ من العمر 18 عاماً (كيفان تابيش) في بورت مودي، كندا، من قبل ضباط شرطة يرتدون ملابس مدنية.
- 26 يوليو 2003- أعلنت إيران أنها ألقت القبض على خمسة من أعضاء أجهزتها الأمنية في اتصال مع لجنة التحقيق، ويعطي مزيداً من التفاصيل.
- 30 يوليو 2003- نائب الرئيس الإيراني محمد علي أبطحي يقول ان زهراء كاظمي ربما قتلت من قبل عملاء الحكومة.
- 25 اغسطس 2003- اتهم اثنين من عملاء المخابرات الإيرانية الذين استجوبو كاظمي بالتواطؤ في وفاتها، يطلق مَكتب المُدعي العام في طهران بيانا قراءة جزء منه قال«ووجهت اتهامات ضد المُحققين، الذين يقال انهم أعضاء في وزارة الاستخبارات، وكما أعلن التواطؤ في القتل شُبه المتعمد».[10]
- 26 يوليو 2004- قالت والدة زهراء كاظمي للمحكمة ان ابنتها قد تعرضت للتعذيب، وقالت انها تعرضت لضغوط لدفن ابنتها في مسقط رأسها في جنوب إيران تحت الإكراه من اجل حرمان كندا الفرصة لإجراء تشريح للجثة الخاصة بها.[11]
- 31 مارس 2005- قال الدكتور شهرام عزام، الطبيب الإيراني الذي فحص كاظمي فقط قبل وفاتها، قال انه قد صُدم من مدى إصابتها، وشعرت انها كانت تحت التعذيب، قال انه قد جُلدت وهناك جروح في الظهر والأظافر، وصرحت ممرضة له ان هناك مشاكل في النسل، وعزام لم يعطيها الفحص المهبلي نفسة بانه يعتبر انه من غير المناسب في إيران لطبيب الذكور دراسة امرأة بهذه الطريقة، فر عزام البلاد، وسعى للحصول على حق اللجوء السياسي في كندا من أجل ان يقول قصته.[12][13]

## اثار الحادثة
في يونيو 2005، أُغلق معرض للصور في مكتبة في بلدية كوت سان لوك في مونتريال، حيث التقطت صور المعرض من قبل كاظمي خلال اسفارها في الشرق الأوسط، ولقد رفعت قسما من الصور بعد إتهامات مزعومة من قبل رعاة يهوديين لأنها تمثل «التحيز للفلسطينيين» حيث إن هناك خمسة صور على شاشة العرض عبارة عن مشاهد داخل مخيمات اللاجئين الفلسطينيين، فشرع مسؤولوا المَتحف إزالة هذه الصور الخمسة في حين تركوا بقية صور المَعرض، ورداً على ذلك، فإن نجل زهراء كاظمي، وهو ستيفن هاشمي، قال إن إزالة الصور الفلسطينية يعتبر «انتهاكاً لروح والدتي»، وطالب المكتبة أن تعرض مجموعة الصور كاملة أو لا تعرض شيء على الإطلاق، وفي نهاية المَطاف، أغلقت المكتبة معرض الصور بالكامل.
وقالت عمدة مقاطعة سانت لوك روبرت ليبمان لقناة سي بي سي نيوز «إن الصراع الفلسطيني، صراع مُعقد جداً، حيث يتم عرض القضية الفلسطينية بالقمع من قبل الحكومة الإسرائيلية ونحن لا نعتبر هذه صورة عادلة ولن يتم عرض هذه العمل في المستقبل، إذ ان هذا العمل مشحون سياسياً». وكان هناك عدة أعتراضات على أغلاق المعرض حيث قالت ناعومي كلاين وهارون ماتي أحد منتقدي قرار اغلاق المعرض «إنه جزء من نَمط مُقلق لإسكات صوت المعارضة للاحتلال الإسرائيلي التوسعي في الاراضي الفلسطينية المحتلة» ووفقاً للشرح الذي في المعرض فإنه يبين «الحياة اليومية للفلسطينيين والمشاكل التي يواجهونها في سعيهم للحفاظ على أرضهم وهويتهم» لمواجهة الهجرة والفقر والإذلال والمعانات وويلات الحرب.
لقد كانت زهراء كاظمي في حياتها وسيرتها إلهام إلى مُصممي ويب كومكس ومسلسل جنة زهراء.
وبعد مقتل زهراء كاظمي، وخاصة في فترة ولاية ستيفن هاربر، تدهورت العلاقات بين إيران وكندا بشكل كبير وظلت الدولتان بدون سفراء منذ عام 2007.

## انظر ايضآ
- حقوق الإنسان في إيران
- شيرين عبادي